# دونيي سيلو
دونيي سيلو (بالسيريلية Доње Село) هي قرية في البوسنة والهرسك. وهي تقع في بلدية كونييتش التابعة لكانتون الهرسك-نيريتفا في اتحاد البوسنة والهرسك، تقع القرية على الضفة اليمنى لنهر نيريتفا. طبقا لنتائج تعداد البوسنة عام 2013 فقد كان عدد سكانها 211 نسمة.

## التركيبة السكانية

### التطور التاريخي للسكان
| 1961 | 1971 | 1981 | 1991 | 2013 |
| ---- | ---- | ---- | ---- | ---- |
| 341  | 305  | 315  | 344  | 211  |

### المجتمع المحلي
في عام 1991، كان المجتمع المحلي للقرية يتألف من 1,285 نسمة موزعة على النحو التالي:

## وصلات خارجية
- Maplandia (بالإنجليزية)